# Cacopsylla fibulata
Cacopsylla fibulata är en insektsart som först beskrevs av Crawford 1914.  Cacopsylla fibulata ingår i släktet Cacopsylla och familjen rundbladloppor. Inga underarter finns listade i Catalogue of Life.